# 中京競馬場前駅
中京競馬場前駅（ちゅうきょうけいばじょうまええき）は、愛知県名古屋市緑区大将ケ根2丁目にある名古屋鉄道（名鉄）名古屋本線の駅である。駅番号はNH24。
名古屋市内にある名鉄の駅で最も南に位置する。なお、駅の至近（東側から南側）が豊明市との境界となっているほか、中京競馬場も敷地の大半が豊明市に所在する。
毎週土日に行われる中京競馬開催および場外発売時には、中京競馬場の最寄り駅であることから日中（概ね9時台から17時台まで）主に急行が臨時停車する。

## 歴史

### 年表
- 1953年（昭和28年）7月15日 - 開業。
- 1970年（昭和45年）12月25日 - 準急停車駅に昇格[4]。
- 1979年（昭和54年）
  - 4月2日 - 新駅舎使用開始[5]。
  - 6月17日 - 総合駅舎完工[5]。
- 1987年（昭和62年）5月 - 自動改札機設置[6]。
- 1990年（平成2年）10月29日 - 準急が廃止される[7]。
- 2001年（平成13年）
  - 3月22日 - 改装工事が完了し、駅舎竣工式が行われる[8]。
  - 10月1日 - ダイヤ改正により、急行列車（豊川線直通系統）が特別停車するようになる[9]。
  - 10月 - 中部の駅百選に選定される[10]。
- 2004年（平成16年）9月15日 - トランパスの利用が可能になる[11]。
- 2005年（平成17年）1月29日 - ダイヤ改正で準急が復活し、準急停車駅となる[12]。
- 2011年（平成23年）2月11日 - ICカード乗車券「manaca」供用開始[13]。
- 2012年（平成24年）2月29日 - 「トランパス」供用終了[14]。

なお、当駅が開業する以前の1931年（昭和6年）6月から1935年（昭和10年）頃まで、当駅から西へ約200m地点に桶狭間駅があった。

## 駅構造
2面2線のホームを持つ築堤上の高架駅。地形の関係で有松駅方はほぼ地平となり、駅付近の構外には踏切もある。分岐器や絶対信号機を持たないため、停留所に分類される（そのため臨時停車する列車の誤通過を防ぐために当駅手前に標識が設置されている）。ホームは前後駅方を向いて、右にゆるくカーブしている。また上りは速度制限が解除されるために加速しながら通過することが多い。
改札は1箇所のみだが、出入口は競馬場方面の北口のほか、駅の改装後国道1号側に新たに設置された南口がある。
競馬開催および場外発売実施を考慮し、日常的な利用に比して自動改札機が多めに設置されているほか、臨時券売機（通常はシャッターで閉鎖、manaca使用不可）も設置されている。また、名鉄の駅としてはホームの幅が比較的広く、特に下りホームは顕著である。上下各ホームにエアコンのついた待合室がある。駅自動放送（詳細型、臨時停車に備えて到着時の放送もあり）、LED式発車案内も2001年（平成13年）の駅舎改装時より設置されている。
バリアフリー対応として、エレベーターおよびエスカレーターが各ホームに設置されているほか、改札外にあるトイレには身障者用のものも設置されている。2018年（平成30年）にはホームの嵩上げ工事が行われた。
当駅は終日駅員配置駅であるため常時有人窓口でミューチケットを買うことができるが（特別車開放の急行が特別停車しないため券売機では購入不可）、当駅発着となるミューチケットは快速特急や特急の臨時停車がある日にのみ指定して購入できる。

### のりば
| 番線 | 路線          | 方向 | 行先                 |
| ---- | ------------- | ---- | -------------------- |
| 1    | NH 名古屋本線 | 下り | 金山・名鉄名古屋方面 |
| 2    | NH 名古屋本線 | 上り | 東岡崎・豊橋方面     |

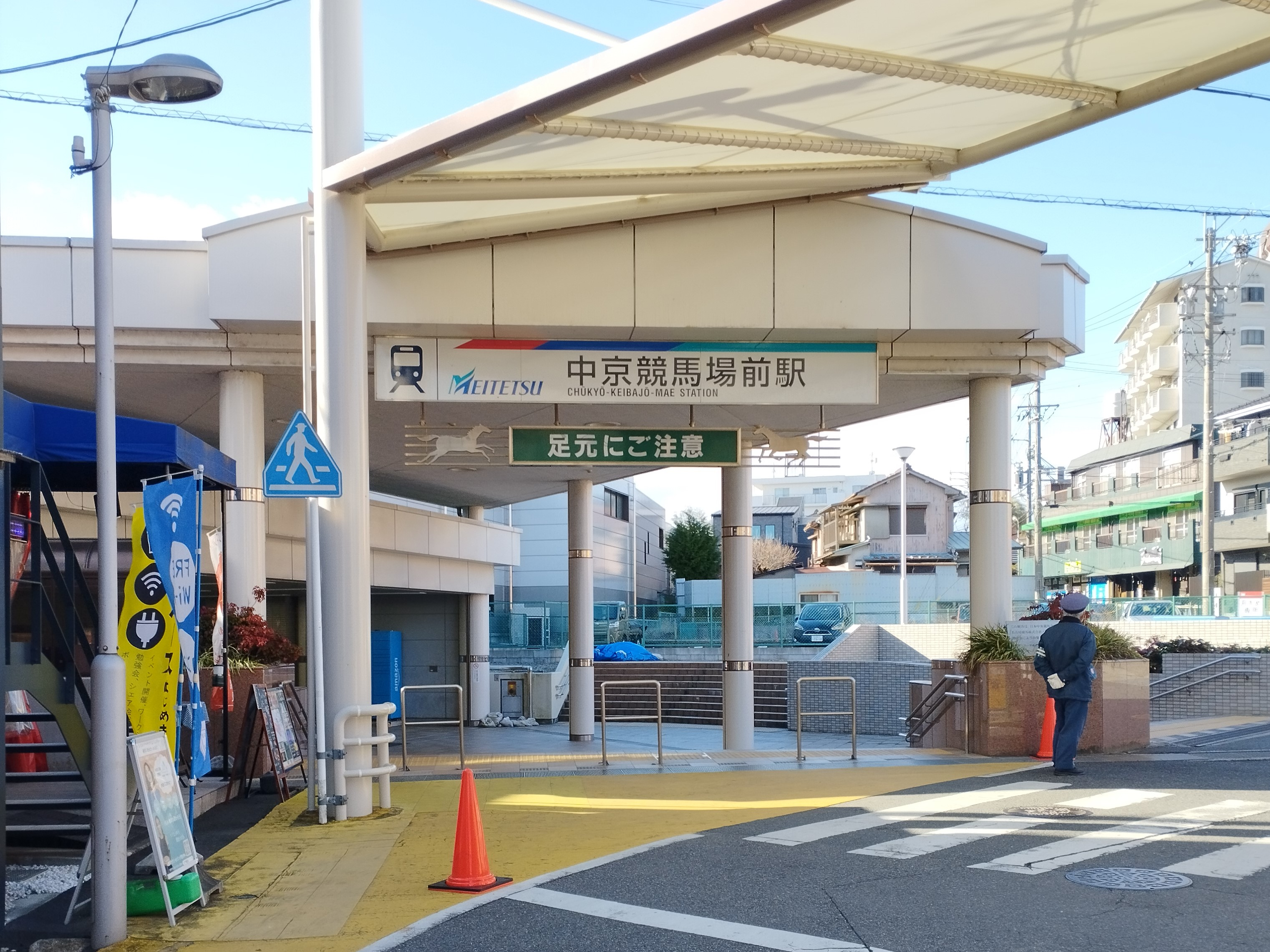
北口
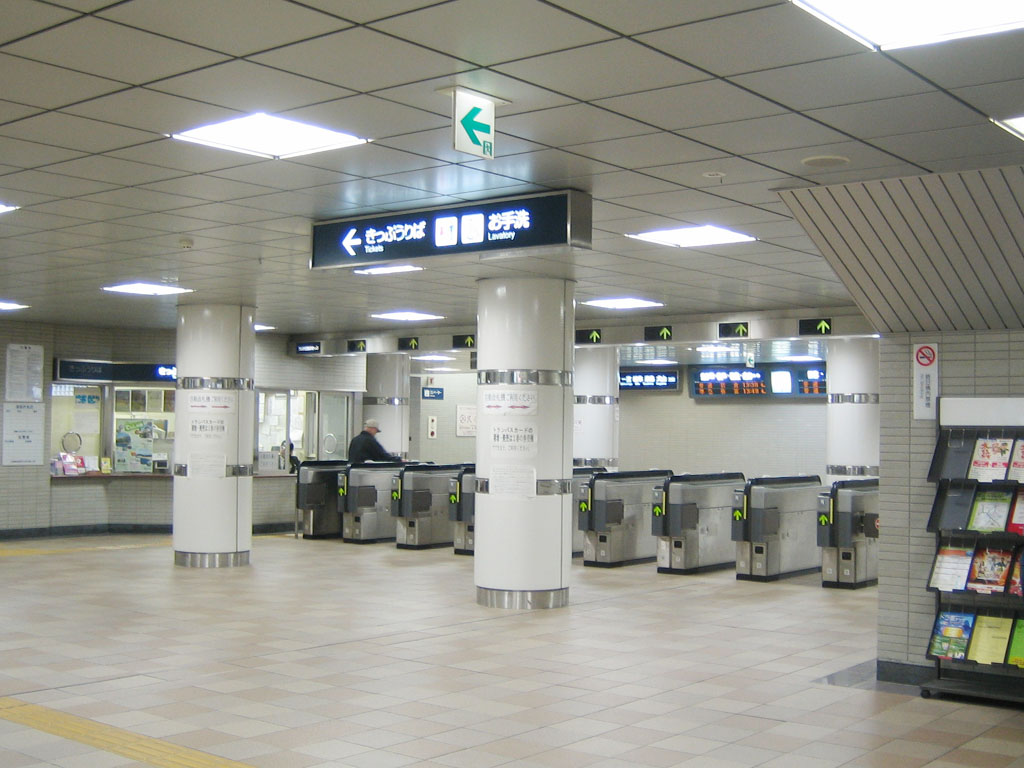
改札口
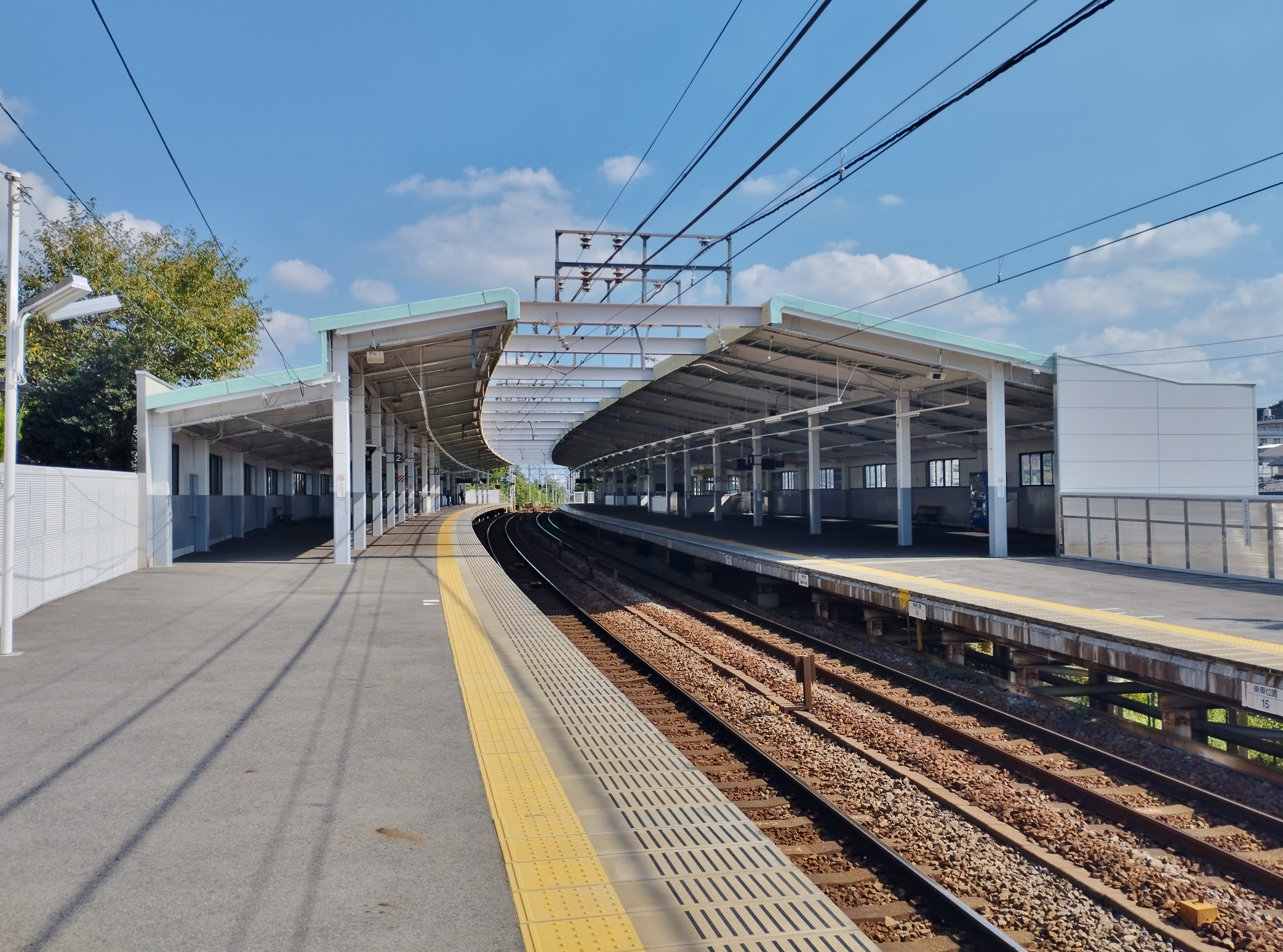
ホーム
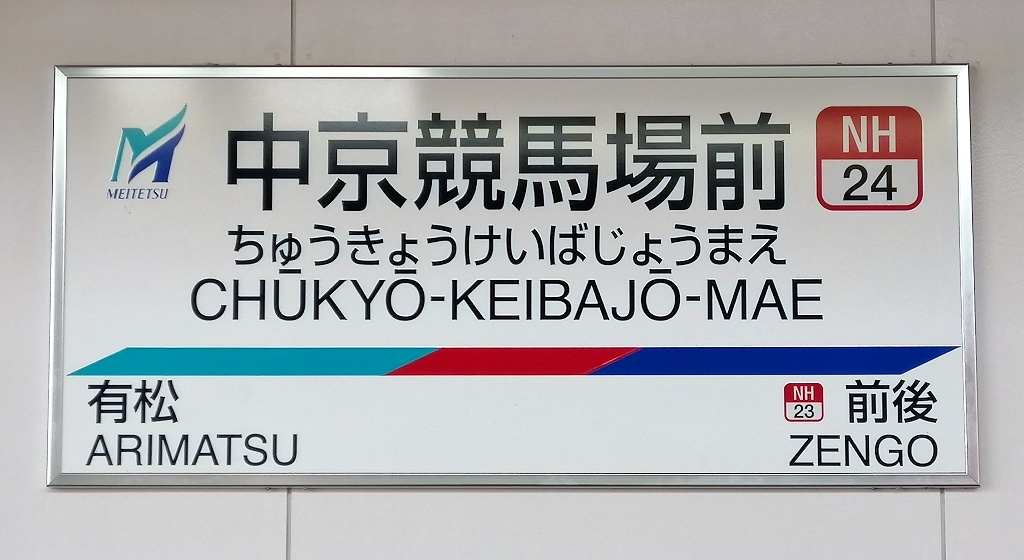
駅名標

### 配線図
| ← 東岡崎・ 豊橋方面 | 中京競馬場前駅 構内配線略図 | → 神宮前・ 名古屋方面 |
| 凡例 出典:          |                             |                       |

## 利用状況
- 『名鉄120年：近20年のあゆみ』によると2013年度当時の1日平均乗降人員は9,775人であり、この値は名鉄全駅（275駅）中40位、 名古屋本線（60駅）中16位であった[18]。
- 『名古屋鉄道百年史』によると1992年度当時の1日平均乗降人員は12,194人であり、この値は岐阜市内線均一運賃区間内各駅（岐阜市内線・田神線・美濃町線徹明町駅 - 琴塚駅間）を除く名鉄全駅（342駅）中32位、 名古屋本線（61駅）中15位であった[19]。

『愛知県統計書』『愛知県統計年鑑』『とよあけの統計』各号等によると、一日平均乗車人員、降車人員および乗降人員の推移は以下の通りである。
| 年                 | 乗車 人員 | 降車 人員 | 乗降人員 | 乗降人員 | 備考        |
| 年                 | 乗車 人員 | 降車 人員 | 総数     | 定期     | 備考        |
| ------------------ | --------- | --------- | -------- | -------- | ----------- |
| 1953（昭和28）年度 | *650      | *681      | *1331    | *369     | 7月15日開業 |
| 1954（昭和29）年度 | 677       | 677       | 1354     | *506     | [ 21 ]      |
| 1955（昭和30）年度 | 650       | 654       | 1304     | *589     | [ 22 ]      |
| 1956（昭和31）年度 | 844       | 846       | 1690     | *789     | [ 23 ]      |
| 1957（昭和32）年度 | 1132      | 1137      | 2269     | *1100    | [ 24 ]      |
| 1958（昭和33）年度 |           |           |          |          |             |
| 1959（昭和34）年度 |           |           |          |          |             |
| 1960（昭和35）年度 |           |           |          |          |             |
| 1961（昭和36）年度 |           |           |          |          |             |
| 1962（昭和37）年度 |           |           |          |          |             |
| 1963（昭和38）年度 |           |           |          |          |             |
| 1964（昭和39）年度 |           |           |          |          |             |
| 1965（昭和40）年度 |           |           |          |          |             |
| 1966（昭和41）年度 |           |           |          |          |             |
| 1967（昭和42）年度 |           |           |          |          |             |
| 1968（昭和43）年度 |           |           | 10799    | 7288     | [ 25 ]      |
| 1969（昭和44）年度 |           |           | 10366    | 7406     | [ 25 ]      |
| 1970（昭和45）年度 |           |           | 11616    | 7429     | [ 25 ]      |
| 1971（昭和46）年度 |           |           | 12553    | 7180     | [ 25 ]      |
| 1972（昭和47）年度 |           |           | 12100    | 6749     | [ 25 ]      |
| 1973（昭和48）年度 | 6621      | 6791      | 13412    | 7022     | [ 26 ]      |
| 1974（昭和49）年度 | 6881      | 7077      | 13958    | 7321     | [ 26 ]      |
| 1975（昭和50）年度 | 6365      | 6474      | 12839    | 6714     | [ 26 ]      |
| 1976（昭和51）年度 | 6312      | 6329      | 12641    | 6935     | [ 27 ]      |
| 1977（昭和52）年度 | 6334      | 6355      | 12689    | 7351     | [ 27 ]      |
| 1978（昭和53）年度 | 6154      | 6192      | 12346    | 7091     | [ 27 ]      |
| 1979（昭和54）年度 | 6204      | 6224      | 12428    | 7026     | [ 27 ]      |
| 1980（昭和55）年度 | 6022      | 6039      | 12061    | 7056     | [ 27 ]      |
| 1981（昭和56）年度 | 5776      | 5793      | 11569    | 6938     | [ 27 ]      |
| 1982（昭和57）年度 | 5538      | 5557      | 11095    | 6899     | [ 28 ]      |
| 1983（昭和58）年度 | 5481      | 5495      | 10976    | 7110     | [ 28 ]      |
| 1984（昭和59）年度 | 5500      | 5500      | 11000    | 7249     | [ 28 ]      |
| 1985（昭和60）年度 | 5486      | 5485      | 10971    | 7169     | [ 28 ]      |
| 1986（昭和61）年度 | 5692      | 5693      | 11385    | 7559     | [ 28 ]      |
| 1987（昭和62）年度 | 5868      | 5877      | 11745    | 7943     | [ 29 ]      |
| 1988（昭和63）年度 | 5837      | 5846      | 11683    | 7818     | [ 29 ]      |
| 1989（平成元）年度 | 5939      | 5937      | 11876    | 7872     | [ 29 ]      |
| 1990（平成02）年度 | 6225      | 6227      | 12452    | 7905     | [ 29 ]      |
| 1991（平成03）年度 | 6323      | 6324      | 12647    | 7949     | [ 29 ]      |
| 1992（平成04）年度 | 6094      | 6100      | 12194    | 7824     | [ 30 ]      |
| 1993（平成05）年度 | 5976      | 5982      | 11958    | 7751     | [ 30 ]      |
| 1994（平成06）年度 | 6220      | 6243      | 12463    | 7448     | [ 30 ]      |
| 1995（平成07）年度 | 6014      | 6043      | 12057    | 7233     | [ 30 ]      |
| 1996（平成08）年度 | 5752      | 5783      | 11535    | 6987     | [ 30 ]      |
| 1997（平成09）年度 | 5510      | 5537      | 11047    | 6685     | [ 31 ]      |
| 1998（平成10）年度 | 5311      | 5336      | 10647    | 6476     | [ 31 ]      |
| 1999（平成11）年度 | 4837      | 4859      | 9696     | 6116     | [ 31 ]      |
| 2000（平成12）年度 | 4505      | 4524      | 9029     | 5742     | [ 31 ]      |
| 2001（平成13）年度 | 4424      | 4444      | 8868     | 5424     | [ 32 ]      |
| 2002（平成14）年度 | 4496      | 4522      | 9018     | 5315     | [ 32 ]      |
| 2003（平成15）年度 | 4618      | 4641      | 9259     | 5512     | [ 32 ]      |
| 2004（平成16）年度 | 4615      | 4653      | 9268     | 5490     | [ 33 ]      |
| 2005（平成17）年度 | 4660      | 4690      | 9350     | 5479     | [ 33 ]      |
| 2006（平成18）年度 | 4778      | 4802      | 9580     | 5549     | [ 33 ]      |
| 2007（平成19）年度 | 4729      | 4745      | 9474     | 5539     | [ 33 ]      |
| 2008（平成20）年度 | 4799      | 4824      | 9623     | 5704     | [ 33 ]      |
| 2009（平成21）年度 | 4688      | 4710      | 9398     | 5676     | [ 34 ]      |
| 2010（平成22）年度 | 4384      | 4405      | 8789     | 5777     | [ 35 ]      |
| 2011（平成23）年度 | 4509      | 4441      | 8950     | 5793     | [ 35 ]      |
| 2012（平成24）年度 | 4614      | 4567      | 9181     | 5694     | [ 35 ]      |
| 2013（平成25）年度 | 4910      | 4865      | 9775     | 5966     | [ 35 ]      |
| 2014（平成26）年度 | 4782      | 4756      | 9538     | 5942     | [ 35 ]      |
| 2015（平成27）年度 | 4752      | 4718      | 9470     | 6055     | [ 36 ]      |
| 2016（平成28）年度 | 4814      | 4774      | 9588     | 6183     | [ 36 ]      |
| 2017（平成29）年度 | 4941      | 4901      | 9842     | 6389     | [ 36 ]      |
| 2018（平成30）年度 | 5034      | 4998      | 10032    | 6611     | [ 36 ]      |
| 2019（令和元）年度 | 4888      | 4862      | 9750     | 6685     | [ 36 ]      |
| 2020（令和02）年度 |           |           | 7207     |          | [ 37 ]      |
| 2021（令和03）年度 |           |           | 7559     |          | [ 38 ]      |

* 千人単位からの概算値

## 駅周辺
桶狭間の戦いで知られる桶狭間古戦場伝説地が近い。
中京競馬開催日に限り名鉄バスが受託して運行する臨時の無料シャトルバスがあったが、2012年（平成24年）に廃止となった（2024年・2025年の夏開催では熱中症対策のために無料送迎バスが運行された）。駅前にロータリー等は存在せず、駅前を発着するバス路線はない。

### 北口
中京競馬場までは屋根付きの遊歩道が設置されており、西入場門まで徒歩で約10分の距離である。
- 中京競馬場
  - 同競馬場には「パノラマカー広場」と称した広場があり、名鉄7000系電車が保存展示されている[40]。
- 名古屋境松郵便局

### 南口
有料駐輪場と駅前広場がある。
- 桶狭間古戦場伝説地
- 桜花学園大学・名古屋短期大学・附属幼稚園
- 愛知朝鮮中高級学校
- 医療法人静心会桶狭間病院藤田こころケアセンター（旧・学校法人藤田学園本部）
- 高徳院（愛昇殿レクストの杜豊明）
- ホシザキ本社
- 愛知信用金庫 桶狭間支店
- ドラッグユタカ緑境松店
- 国道1号

### バス路線
名古屋市営バス「太子」バス停 - 北口より徒歩で8分程度。
豊明市ひまわりバス「桶狭間古戦場伝説地」バス停 - 国道1号を挟んだ豊明市内。南口より徒歩で5分程度。

## 隣の駅
名古屋鉄道
NH 名古屋本線
□快速特急・■特急・■急行
通過　
□快速特急・■特急（臨時停車）
知立駅（NH19） - 中京競馬場前駅（NH24） - 神宮前駅（NH33）
■急行（平日朝の特別停車および下記以外の臨時停車）
前後駅（NH23） - 中京競馬場前駅（NH24） - 鳴海駅（NH27）
■準急・■普通・■急行（有松に特別停車または臨時停車する中京競馬場前臨時停車列車）
前後駅（NH23） - 中京競馬場前駅（NH24） - 有松駅（NH25）